# Hannah Van Burenová
Hannah Hoesová Van Burenová (8. března 1783, Kinderhook, New York – 5. února 1819 Albany) byla manželkou 8. prezidenta USA Martina Van Burena od roku 1807 až do své smrti. Byla sice oficiální první dámou USA, ale nemohla tento úřad zastávat, neboť její muž se stal prezidentem až 17 let po její smrti. Jako neoficiální první dámy působily Sarah Yorke Jacksonová a později Angelica Van Burenová.
Její předkové pocházeli z Nizozemska, její mateřštinou byla nizozemština. Její rodiče byli Johannes Dircksen Hoes a Maria Quakenbushová. Hannah vyrostal dohromady se svým budoucím manželem Martinem.
Zemřela na tuberkulózu ve věku 35 let. Martin Van Buren se již znovu neoženil a byl jedním z mála prezidentů, kteří nebyli během svého úřadování ženatí. Hannah Van Burenová byla pohřbena v rodném Kinderhooku.